# 统一社会信用代码
法人和其他组织统一社会信用代码（英語：Unified Social Credit Identifier），通称统一社会信用代码，是中国大陸的法人和其他组织，在全国范围内唯一的、终身不变的18位法定身份识别码，旨在统一过去各部门下发的不同机构代码，由全国组织机构统一社会信用代码数据服务中心（CODS，原NACAO，隶属国家市场监督管理总局）负责管理。
2015年6月11日，中华人民共和国国务院同意并转发国家发改委等部门制定的《法人和其他组织统一社会信用代码制度建设总体方案》（国发〔2015〕33号），统一社会信用代码制度正式开始实施。

## 组成方式
中华人民共和国国家标准GB 32100-2015 法人和其他组织统一社会信用代码编码规则中规定：统一代码由十八位的阿拉伯数字或大写英文字母（不使用I、O、Z、S、V）组成。

18位数字字母组合的方式是：
| 9              | 1          | 3                      | 5                      | 0                      | 1                      | 0                      | 0                      | M                          | 0                          | 0                          | 0                          | 1                          | 0                          | 0                          | Y                          | 4                          | 3      |
| 登记管理部门码 | 机构类别码 | 登记管理机关行政区划码 | 登记管理机关行政区划码 | 登记管理机关行政区划码 | 登记管理机关行政区划码 | 登记管理机关行政区划码 | 登记管理机关行政区划码 | 主体标识码（组织机构代码） | 主体标识码（组织机构代码） | 主体标识码（组织机构代码） | 主体标识码（组织机构代码） | 主体标识码（组织机构代码） | 主体标识码（组织机构代码） | 主体标识码（组织机构代码） | 主体标识码（组织机构代码） | 主体标识码（组织机构代码） | 校验码 |

- 登记管理部门码表示登记管理部分，使用阿拉伯数字或大写英文字母表示，如1代表机构编制、5代表民政、9代表工商、Y代表其他。
- 机构类别码表示登记机构的类别。
- 登记管理机关行政区划码指的是登记机构所地的行政区划代码，如350100是福建省福州市。
- 主体标识码（组织机构代码）是旧的组织机构代码，按照GB 11714编码。
- 最后一位是校验码，校验码计算方法参照GB/T 17710（采ISO 7064），模数为 MOD 31-3。[3]

## 应用
2015年10月1日起，中华人民共和国全面实行“三证合一、一照一码”登记模式。在“三证合一”制度实施前，自然人在办理企业、农民专业合作社注册登记时需要依次申请，分别由工商行政管理部门核发工商营业执照、质量技术监督部门核发组织机构代码证、税务部门核发税务登记证。“三证合一”制度实施后，自然人在办理企业、农民专业合作社注册登记时，仅需一次申请，直接由工商行政管理部门核发一个加载统一社会信用代码的营业执照（即“一照一码”）。三证合一后，有统一社会信用代码的机构可作为纳税人识别号使用。
根据相关部门要求，所有企业发放和换发加载统一代码的营业执照的工作要在2017年底前完成，有特殊困难的个别领域，最迟不晚于2020年底，过渡期内未换发的证照可继续使用。在过渡期内，企业在办理工商变更登记业务时，由工商（市场）监管部门换发加载统一代码的营业执照，收缴其原营业执照、税务登记证和组织机构代码证。过渡期后，企业一律使用加载统一代码的营业执照办理相关业务，未换发的营业证照全部失效。